# منهويت السفلى (ثمود)
'

تعديل مصدري - تعديل

منهويت السفلى هي إحدى قرى عزلة ثمود بمديرية ثمود التابعة لمحافظة حضرموت، بلغ تعداد سكانها 97 نسمة حسب تعداد اليمن لعام 2004.